# .ro
A .ro Románia internetes legfelső szintű tartomány kódja 1993 óta.
Lehetőség van második és harmadik szintű domaineket is regisztrálni.